# Anna Badora
Anna Badora (ur. 1951 w Częstochowie) – polsko-austriacka reżyser i kierownik artystyczny teatrów w krajach niemieckojęzycznych.

## Życiorys
Córka częstochowskiego antykwariusza Jerzego Badory (1920-2006) i Haliny z domu Dyderskiej. W latach 70. ukończyła studia aktorskie w Państwowej Wyższej Szkole Teatralnej im. Ludwika Solskiego w Krakowie. Kontynuowała studia reżyserii na Seminarium im. Maxa Reinhardta w Wiedniu i ukończyła je w 1979 jako pierwsza kobieta, z wyróżnieniem. W czasie studium odbywała praktyki teatralne u Giorgio Strehlera w Piccolo Teatro w Mediolanie, następnie była asystentką u Petera Zadeka i Klausa Michaela Grübera w Berlinie.
W latach 1982–1984 była asystentką reżysera w teatrze Schauspielhaus w Kolonii, później reżyserowała tam samodzielnie. Następnie była czynna 1984–1986 jako niezależny reżyser, inscenizując w teatrach w Bazylei, Essen i Ulm. W latach 1986–1988 została zaangażowana na stałe w teatrze w Bazylei, następnie w latach 1988–1991 działała znów jako niezależny reżyser w teatrach w Monachium, Wiedniu i Darmstadtcie.
W latach 1991–1996 sprawowała funkcję dyrektora teatru w teatrze miejskim w Moguncji, a następnie w latach 1996–2006 była kierownikiem artystycznym (Generalintendant) teatru w Düsseldorfie.
Od 2006 pełni obowiązki dyrektora artystycznego (geschäftsführende Intendantin) w teatrze w Grazu. Za jej dyrekcji teatr ten jako jedyny spośród teatrów austriackich przystąpił do Union des Théâtres de l'Europe. Udało się jej uzyskać współpracę wybitnych reżyserów, m.in. Viktora Bodó, Götza Spielmanna, Franza Wittenbrinka, Petera Konwitschnego, Patricka Schlössera i Theu Boermansa.
W zainicjowanym przez nią projekcie pilotującym Schauspiel aktiv! (Aktywny teatr) udało się jej w ciągu dwóch sezonów teatralnych przyciągnąć do teatru 25 tysięcy młodzieży i dorosłych w ramach warsztatów, protektoratów i dokształcania nauczycieli.
26 października 2011 została wyróżniona godnością „Austriaczki Roku“ w kategorii „Zarządzanie kulturą” a 5 listopada 2012 zdobyła nagrodę im. Nestroya za inscenizacje „Duchów w Princeton” w kategorii „Najlepsza inscenizacja w kraju”. Otrzymała też Złotą Sowę Polonii – nagrodę Polonii austriackiej za rok 2011. Czytelniczki lokalnej gazety wybrały ją honorową obywatelką Grazu za rok 2012 w kategorii Kultura.

## Inscenizacje
- Lulu według Franka Wedekinda
- Burza według Williama Shakespeare’a
- Mewa według Antona Czechowa
- Antygona według Sofoklesa
- Makbet według Williama Shakespeare’a
- Spalenia według Wajdi Mouawada
- Czarownice z Salem według Arthura Millera
- Duchy w Princeton według Daniela Kehlmanna